# С-10 «Гранат»
С-10 «Гранат» (Індекс ГРАУ ВМФ: 3К10, за класифікацією МО США та НАТО: SS-N-21 «Sampson») — радянський ракетний комплекс морського базування з крилатою ракетою стратегічного призначення КС-122, призначений для використання з 533-мм торпедних апаратів підводних човнів для ураження важливих цілей потенційного супротивника із заздалегідь відомими координатами.
Розробку C-10 або «Гранат» здійснювало СМКБ «Новатор» під керівництвом головного конструктора Л. В. Люльєва. Система інерційного управління ракетою розроблялася в НДІП (НДІПріборобудування) під керівництвом головного конструктора А. С. Абрамова.
В 1984 комплекс був прийнятий на озброєння ВМФ СРСР для підводного старту з 533-мм торпедних апаратів підводних човнів.
Першу успішну стрільбу двома КР на Тихоокеанському флоті провели на державних випробуваннях АПЧ К-322 «Кашалот» проєкту 971 «Щука-Б» у 1989 році.
При прийнятті на озброєння під цей ракетний комплекс було модернізовано три підводні човни проєкту 667А «Навага» до проєкту 667АТ «Груша».
2 грудня 1993 року в період несення бойового чергування екіпаж АПЧ К-391 «Кит» (проєкту 971 «Щука-Б») вперше в історії ВМФ виконав стрільбу двома крилатими ракетами комплексу C-10 «Гранат» з одного району бойових дій за різними польотними завданнями.